# Лауниц, Иван Александрович Шмидт фон дер
Иван Александрович Шмидт фон дер Лауниц (Подольская губерния 7 января 1861 — Москва́ 29 Июль 1926) — генерал-лейтенант Русской императорской армии, изобретатель и педагог; постоянный член артиллерийского комитета главного артиллерийского управления. Трижды удостаивался Михайловской премии (1896, 1899, 1902) .

## Биография
Иван Александрович Шмидт фон дер Лауниц родился 7 января 1861 года; из дворян. Учился в Немировской классической и Полоцкой военной гимназии и Михайловском артиллерийском училище, из которого в 1880 году был выпущен подпрапорщиком в 32-ю артиллерийскую бригаду.
По окончании в 1885 году Михайловской артиллерийской академии, Лауниц был произведён в штаб-капитаны и переведен в 33-ю артиллерийскую бригаду, а в 1887 году в главное артиллерийское управление, сначала делопроизводителем артиллерийского комитета, а с 1910 года стал постоянным членом артиллерийского комитета главного артиллерийского управления, будучи в 1909 году произведён в генерал-майоры.
По завершении в 1891 году заграничной командировки в Германию, Францию, Австрию и Италию, для научной подготовки к преподаванию в Михайловской артиллерийской академии и училище курсов истории и организации артиллерии, работал на протяжении двух лет преподавателем организации артиллерии, но, занявшись вопросами крепостной артиллерии, Лауниц увидел настоятельную необходимость серьёзного реформирования этого дела первостепенной важности и, оставив педагогическую деятельность, всецело посвятил себя разработке приборов для ведения стрельбы из сухопутных, крепостных и береговых орудий, а также правильной постановки дела стрельбы во всей его совокупности, продолжая неустанно и плодотворно вести это дело на протяжении всей службы.
В 1896 году он присутствовал во Франции на больших манёврах крепостной артиллерии в Шалонском лагере и при испытании нового берегового дальномера системы Ривальса. Подобные же командировки были повторены в 1902, 1905 и 1908 гг. Начиная с 1889 года Лауниц разрабатывает совершенно заново, или перерабатывает по иностранным, преимущественно французским, образцам ряд приборов для закрытой стрельбы из крепостных орудий, благодаря чему российская крепостная артиллерия, в отношении организации стрельбы, поставлена была в соответствие с современными требованиями того времени. Таким образом, появились две группы приборов, дополняющих друг друга. Первая из них выработана в 1889—1893 гг. и рассчитана на «стрельбу по планам местности»; вторая группа (взамен первой) — в 1903—07 гг., рассчитана на закрытую стрельбу вообще, как по планам, так и без них, и состоит частью из новых образцов приборов 1-й группы, частью из таких, каких раньше в русской крепостной артиллерии и не было вовсе.
В 1904 году по указаниям Лауница, выработан удобный клавишный образец переносной узловой (центральной) телефонной станции для артиллерийских наблюдателей, батарей и старших артиллерийских начальников. Практически все приборы служившие в то время для оптимизации стрельбы артиллерии были так или иначе усовершенствованы Лауницем.
Помимо конструирования приборов, Лауниц разработал и сами способы подготовки и ведения закрытой стрельбы, изложенные в составленных им руководствах; кроме того, им же составлены официальное описания большинства стоявших на вооружении артиллерийских приборов.
10 апреля 1916 года Иван Александрович Шмидт фон дер Лауниц был произведён в генерал-лейтенанты; на 10 июля 1916 года состоял в том же чине на той же должности. Был отмечен несколькими орденами Российской империи.
В литературе долгое время считалось, что об его судьбе после октябрьского переворота 1917 года ничего не известно. Однако в настоящее время выявлены документы, что И. А. фон дер Лауниц служил в Артиллерийском комитете РККА и с декабря 1918 года входил в первый состав КОСАРТОП.